# 名鉄トム900形貨車
名鉄トム900形貨車（めいてつトム900がたかしゃ）とは、かつて名古屋鉄道で運用されていた木造貨車（無蓋車）である。

## 概要
- 20両（トム901-トム920）が存在した。17両（トム901-トム917）は愛知電気鉄道トム900形を、3両（トム918-トム920）は東美鉄道トム10形を引き継いだ貨車である。トム920以外は製造時から空気制動を設置し、国鉄直通貨車であった。
- 戦時中に一部は糞尿輸送用貨車として75石（約13.5キロリットル）の木製タンクを取り付ける改造が行われ、貯溜槽のある今村駅、国府宮駅、布袋駅、猿投駅、大清水駅、黒川原駅から積込所のある堀田駅と西枇杷島駅の間で運用された。
- 戦後東部線、西部線、瀬戸線で運用された。1958年（昭和33年）から翌年にかけて6両（トム911、トム913、トム917、トム910、トム912、トム916）は11ｔ積の二軸ホッパ車ホ1形に改造している。
- 国鉄の貨物列車の速度がヨンサントオダイヤ改正により75 km/hに引き上げられるのに伴い、老朽化の進んだトム900形はその条件に対応できなかったこともあり、1968年（昭和43年）に形式消滅となった。

### トム901 - トム917
- 1928年（昭和3年）に日本車輌製造で製造された愛知電気鉄道の15ｔ積木造無蓋車トム900形（トム900 - トム916）である。1925年（大正14年）までは10ｔ積として運用されていたが、軌道強化による軸重上限の引き上げにより本来の15ｔ積として運用されることとなった。1935年（昭和10年）に名岐鉄道と愛知電気鉄道が合併し名古屋鉄道が発足すると、全車が名古屋鉄道に引き継がれる。1941年（昭和16年）にトム900形（トム901 - トム917）に改番する。
- 6両はホ1形に改造された。残った車両は東部線、瀬戸線で運用された。

### トム918 - トム920
- 1928年（昭和3年）に伊那電気鉄道で製造された東美鉄道の15ｔ積木造無蓋車トム10形（トム11 - トム13）である。1943年（昭和18年）に東美鉄道が名古屋鉄道に合併すると、トム900形に編入されトム900形（トム918 - トム920）となる。901-917とは全長が約150 ㎜長いなど、寸法、重量などが異なる。
- 戦後は西部線で運用されたが、1960年代以降は東部線で運用された。